# Amabela leucosticta
Amabela leucosticta är en fjärilsart som beskrevs av Paul Dognin 1914. Amabela leucosticta ingår i släktet Amabela och familjen nattflyn. Inga underarter finns listade i Catalogue of Life.